# Сіліго
Сіліго, Сіліґо (італ. Siligo, сард. Siligo, вен. Siligo) — муніципалітет в Італії, у регіоні Сардинія, провінція Сассарі.
Сіліго розташоване на відстані близько 350 км на південний захід від Рима, 160 км на північ від Кальярі, 22 км на південний схід від Сассарі.
Населення — 813 осіб (2020).
Щорічний фестиваль відбувається 23 грудня. Покровителька — свята Вікторія.

## Демографія
Населення за роками:

Станом на 1 січня 2023 року в муніципалітеті офіційно проживав 31 іноземець з 10 країн, серед них 8 громадян країн Євросоюзу.
Національності, найбільш представлені на основі їхнього відсотка від загальної кількості іноземців, які постійно проживають, були:

#### Європа
- Румунія 16 - 41,06%
- Німеччина 1 - 2,56%
- Україна 1 - 2,56%
- Росія 1 - 2,56%

#### Африка
- Марокко 18 - 46,15%

#### Америка
- Куба  1 - 2,56%
- Еквадор 1 - 2,56%

## Сусідні муніципалітети
- Ардара
- Банарі
- Бессуде
- Боннанаро
- Кодронджанос
- Флоринас
- Морес
- Плоаге

## Персоналії
- Марія Карта,  співаки (Етнічна музика) і Акторки

## Галерея зображень

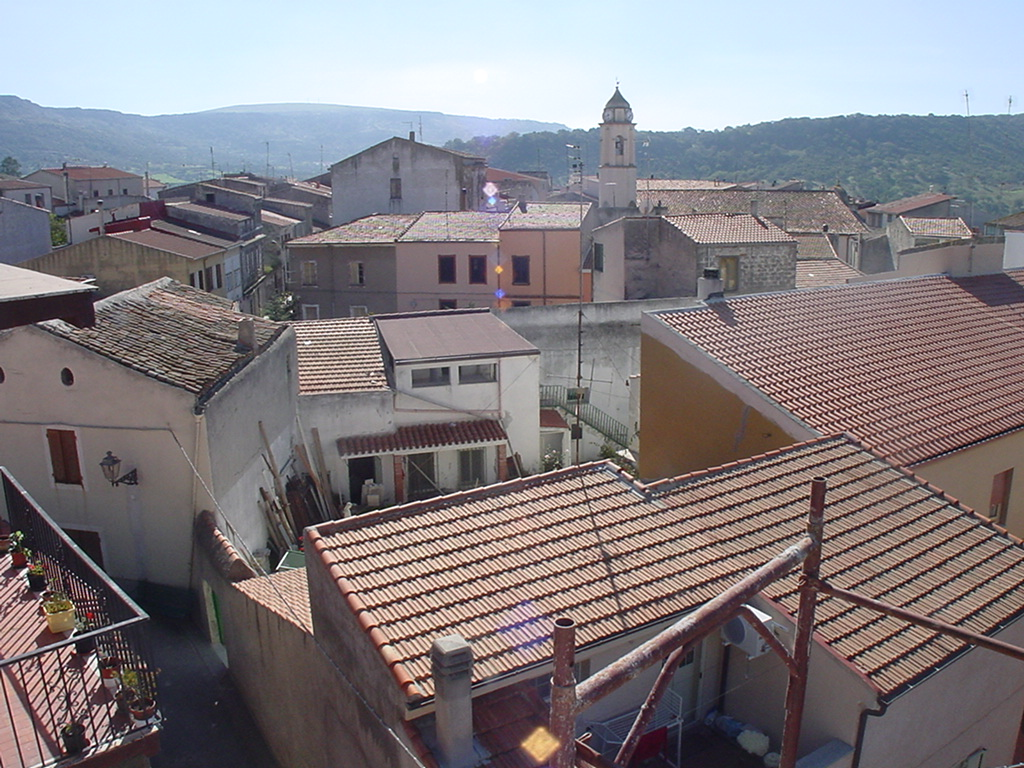
Панорама
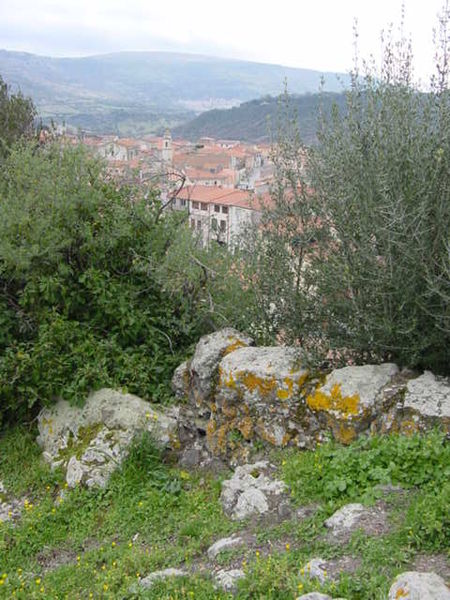
Панорама
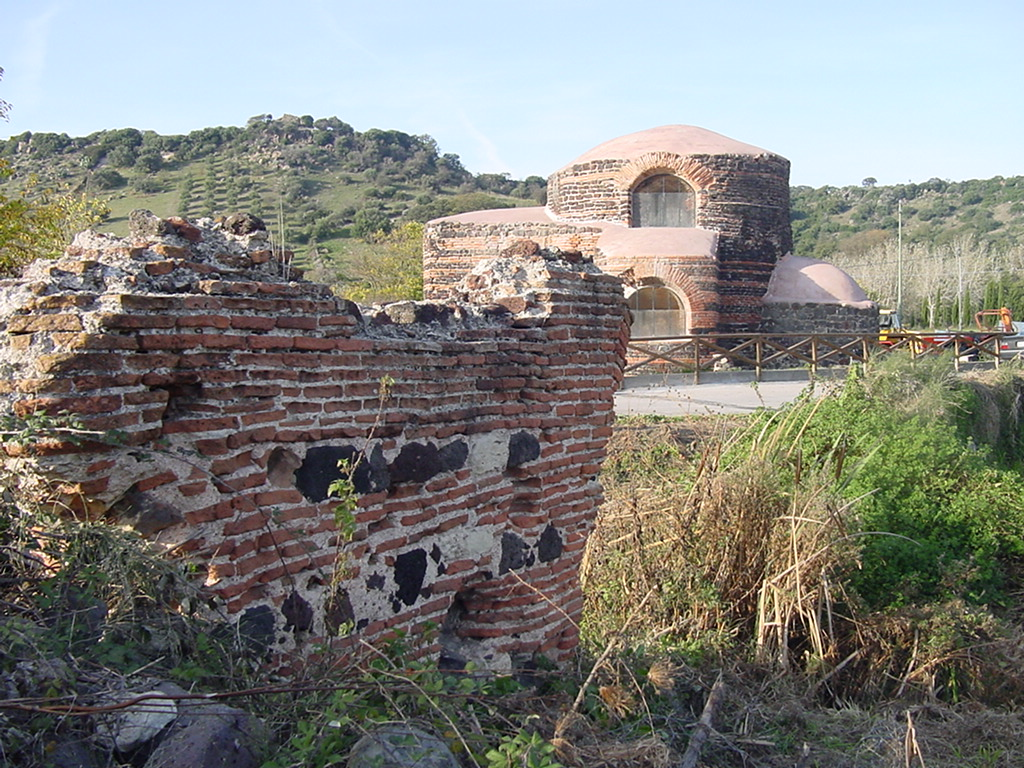
Залишки римського акведука
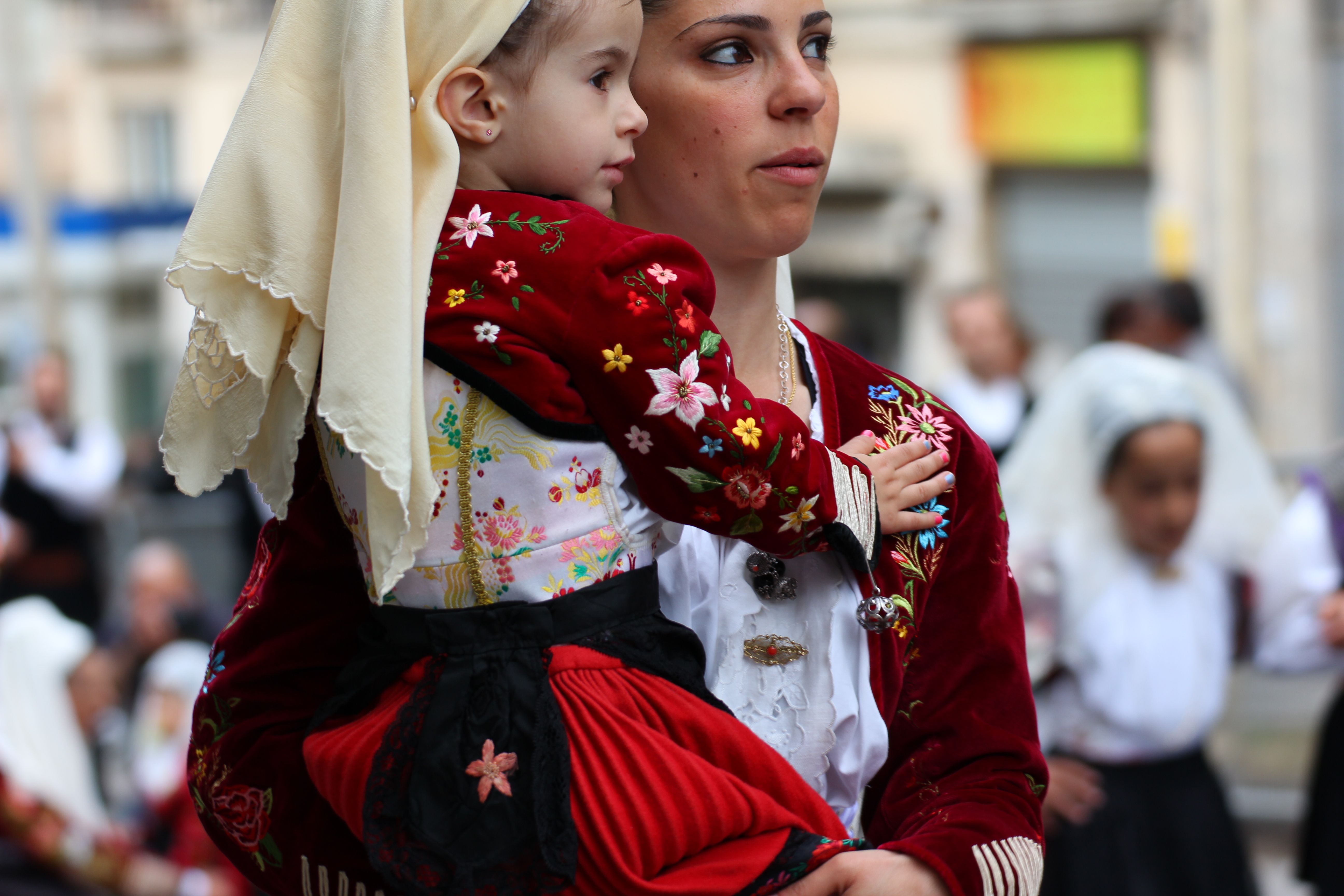
Традиційне вбрання